# جيمس سميث (لاعب كريكت)
جيمس سميث (28 يناير 1891 في نيوزيلندا - 7 سبتمبر 1971 في نيوزيلندا) (بالإنجليزية: James Smith)‏ هو لاعب كريكت نيوزلندي.

## وصلات خارجية
- جيمس سميث على موقع إي آس بي آن كريك إنفو (الإنجليزية)